# Jul med Trines mor
Jul med Trines mor er en satirisk adventskalender i fire dele fra 2020, som er skrevet og instrueret af den danske skuespiller og manuskriptforfatter Lisbeth Wulff. 
Programmet blev sendt første gang på DR2 d. 29. november 2020.

## Handling
Trines mor (Bodil Jørgensen) har efterhånden ikke hørt fra Trine (Lisbeth Wulff) længe, og julepynten hænger jo ikke sig selv op. Og hvis Trine er blevet vegetar, skal hun så have "duck, pig eller porre" juleaften? Og hvorfor blander søster Winnie (Kit Eichler) sig hele tiden? 

## Medvirkende
- Trines mor: Bodil Jørgensen
- Trine: Lisbeth Wulff
- Winnie, Trines moster: Kit Eichler
- Keld, Trines mors mand: Jarl Forsman
- Marianne, psykolog: Ellen Hillingsø
- Caroline, renovationsarbejder, Roberta Hilarius Reichhardt
- Anders: Niels Grønne
- Jørn: Max Hansen
- Torben: Henrik Larsen
- Ib, Kelds far: Finn Nielsen
- Nalle: Kasper Stensgaard Sørensen
- En sanger fra Frelsens Hær: Martin Buch
- En anden sanger fra Frelsens Hær: Rasmus Botoft
- Balder, hund

## Figurernes baggrund
Seriens hovedpersoner har baggrund i en segmentet Trines mor fra DR2-satireprogrammet Rytteriet, tillige med bogen Du forstår ikke din egen mor! : 20 telefonsamtaler m.m. (2017) af Lisbeth Wulff, samt en række sketches af samme navn sendt på DRs P1 henover sommeren i 2020.